# São João (Lajes do Pico)
São João ist eine portugiesische Gemeinde (Freguesia) im Kreis (Município) Lajes do Pico auf der Azoreninsel Pico. In ihr leben 409 Einwohner (Stand 19. April 2021).